# أرلو الفتى التمساح
أرلو الفتى التمساح (بالإنجليزية: Arlo the Alligator Boy)‏ هو فيلم كوميدي أُصدر في الولايات المتحدة سنة 2021.

## القصة
يسافر تمساح شاب بشري إلى المدينة الكبيرة على أمل لم شمله مع والده المنفصل، ويلتقي بمجموعة من الشخصيات الملونة على طول الطريق.

## وصلات خارجية
- أرلو الفتى التمساح على موقع IMDb (الإنجليزية)
- أرلو الفتى التمساح على موقع ميتاكريتيك (الإنجليزية)
- أرلو الفتى التمساح على موقع روتن توميتوز (الإنجليزية)
- أرلو الفتى التمساح على موقع نتفليكس (الإنجليزية)
- أرلو الفتى التمساح على موقع ألو سيني (الفرنسية)
- أرلو الفتى التمساح على موقع قاعدة بيانات الفيلم (الإنجليزية)
- أرلو الفتى التمساح على موقع ليتربوكسد (الإنجليزية)
- أرلو الفتى التمساح على موقع كينوبويسك (الروسية)